# Новгородский радиотелецентр РТРС
Новгородский областной радиотелевизионный передающий центр (филиал РТРС «Новгородский ОРТПЦ») — подразделение Российской телевизионной и радиовещательной сети (РТРС), основной оператор цифрового эфирного и аналогового эфирного теле- и радиовещания Новгородской области.

## История

### 1950-е годы
В 1954 году Новгородскому областному Управлению связи был выделен участок под строительство телевизионного центра (решением исполкома Новгородского городского Совета депутатов от 29 апреля). Участок площадью 3720 м² располагался в доме № 8 на улице Большевиков (сейчас ул. Бояна).
В 1955 году началось строительство телевизионного центра.
Регулярное телевизионное вещание в Великом Новгороде началось 1 мая 1956 года с любительского телевизионного ретранслятора, созданного усилиями инженеров-энтузиастов новгородского радиозавода «Волна». В Новгороде стал работать так называемый малый телецентр, ретранслировавший передачи Ленинградского телецентра. Обслуживанием ретранслятора занимался коллектив под руководством начальника строящейся ТРС Венедиктова Юрия Петровича, впоследствии первого начальника Новгородской ретрансляционной станции.
В 1958 году создана Новгородская телевизионная ретрансляционная станция (приказом № 77 от 19 февраля 1958 года Министерства связи СССР и приказом начальника Новгородского областного управления связи от 8 февраля 1958 года № 18). Любительский ретранслятор прекратил свою работу.
28 февраля 1958 года считается днём основания Новгородского радиотелецентра.
1 марта 1958 года началось регулярное телевизионное вещание и радиовещание с Новгородской ТРС. На тот момент станция представляла собой телевизионную башню высотой 150 м и одноэтажное техническое здание площадью 288 м², в котором размещались один телевизионный передатчик МТР 2/1 мощностью 2 кВт и радиовещательный передатчик «Дождь-1» мощностью 4 кВт. В 1972 году было пристроено двухэтажное здание, на втором этаже которого разместили телевизионные и радиовещательные передатчики.

### 1960-е годы
6 ноября 1963 года началось телевизионное вещание в городе Боровичи. Радиолюбители местного радиоклуба ДОСААФ при поддержке руководства крупнейшего в стране «Комбината огнеупоров» ввели в эксплуатацию свой телевизионный ретранслятор. Впоследствии, в 2001 году, цех переехал в новое, современное техническое здание, рядом была возведена новая мачта высотой 242 м
C 1963 по 1988 годы для наибольшего охвата населения Новгородской области телевизионным и радиовещанием радиотелецентр активно развивал сеть маломощных ретрансляторов. Станции были установлены в населённых пунктах Валдай, Демянск, Крестцы, Любытино, Малая Вишера, Мошенское, Пестово, Старая Русса, Сольцы, Хвойная и Чудово. На каждом объекте стояли передатчики для вещания двух телевизионных программ.

### 1970—1990-е годы
В 1973 году Новгородская областная радиотелевизионная передающая станция переименована в Новгородский радиотелевизионный передающий центр (приказом начальника Управления связи № 160 от 3 сентября 1973 года).
1 июля 1977 года началось регулярное теле и радио вещание с РПС Залучье. На тот момент в состав станции входили мачта высотой 246 м, двухэтажное техническое здание и телевизионные передатчики мощностью 5 кВт.
В 1991 году завершилось строительство мощного цеха в посёлке Пролетарий. Цех включает двухэтажное техническое здание со всеми коммуникациями и мачту высотой 347 м.
1 июня 1992 года с РПС Пролетарий началось регулярное вещание телевизионных программ на 2 и 4 ТВК.
К вещаемым в области центральным каналам «Первый канал» и «Россия 1» в 90-е годы добавились каналы НТВ и «Россия К».
К 1997 году была построена сеть вещания ТРК «Славия», впоследствии переданная для вещания «РИК» («Россия-24»).
В 1998 году Новгородский областной радиотелевизионный передающий центр был реорганизован в филиал ВГТРК.

### 2000-е годы
В 2001 году Новгородский областной радиотелевизионный передающий центр стал филиалом РТРС (на основании Постановления Правительства Российской Федерации от 17 ноября 2001 года № 1516-р и от 29 декабря 2001 года № 1760-р, Указа Президента Российской Федерации от 13 августа 2001 года № 1031).
С 2000 по 2016 годы в Новгородской области были созданы сети для вещания аналоговых телеканалов «Пятый канал», «Матч ТВ» и «Новгородское областное телевидение». Не отставало и развитие радиовещания: на новгородскую землю пришли «Русское радио», «Авторадио», «Дорожное радио», «Звезда», «Мир» и другие радиокомпании.

### 2010-е годы
23 сентября 2010 года заместитель главы администрации области Анатолий Потёмкин и генеральный директор РТРС Андрей Романченко подписали соглашение о сотрудничестве в области развития телевидения и радиовещания в Новгородской области.
В 2011—2018 годы РТРС создал в Новгородской области сеть цифрового эфирного телерадиовещания из 35 передающих станций. 25 из них возводились с нуля и 10 было модернизировано. Строительство цифровой телесети в регионе предусматривалось федеральной целевой программой «Развитие телерадиовещания в Российской Федерации на 2009—2018 годы».
19 марта 2013 года РТРС начал тестовую трансляцию 10 телеканалов первого мультиплекса со станцией в великом Новгороде, Валдае, Залучье, Пролетарии и Угловке.
В октябре 2013 года РТРС начал тестовую трансляцию первого мультиплекса с новых станций в Старой Руссе, деревнях Тугино и Воронино.
В марте 2013 года РТРС открыл в Великом Новгороде центр консультативной поддержки зрителей цифрового эфирного телевидения.
16 декабря 2014 года новгородский филиал РТРС завершил строительство сети вещания первого мультиплекса. Всего цифровая сеть региона включает в себя 35 объектов вещания пакета РТРС-1 (первого мультиплекса). С введением в эксплуатацию восьми новых радиотелестанций у более 99 % новгородцев появилась возможность принимать каналы первого мультиплекса в отличном качестве и без абонентской платы. 26 декабря 2014 года в Великом Новгороде состоялась торжественная церемония ввода цифровой телесети в эксплуатацию. Символическую кнопку запуска нажал губернатор новгородской области Сергей Митин. Новгородский филиал РТРС построил сеть вещания первого мультиплекса на год ранее запланированного срока.
30 апреля 2015 года в Великом Новгороде началась трансляция каналов второго мультиплекса.
29 ноября 2017 года филиал РТРС «Новгородский ОРТПЦ» и ГТРК «Славия» начали трансляцию региональных программ «Россия 1», «Россия 24» и «Радио России» в составе пакета цифровых телеканалах РТРС-1 (первый мультиплекс) в Новгородской области. В церемонии запуска приняли участие губернатор Новгородской области Андрей Никитин, мэр Великого Новгорода Юрий Бобрышев, заместитель генерального директора РТРС — директор департамента радиовещания и радиосвязи Виктор Горегляд и директор ГТРК «Славия» Сергей Даревский. Региональные программы ГТРК «Славия» доступны в цифровом качестве на телеканалах «Россия 1», «Россия 24» и радиостанции «Радио России» 99 % жителей Новгородской области.
28 декабря 2018 года в регионе начала работу вся сеть второго мультиплекса. Жители получили возможность смотреть 20 цифровых эфирных телеканалов. Цифровой телесигнал стал доступен для 99 % населения региона — около 600 тысяч человек.
С 2018 года программы «Радио России» переводятся в FM-диапазон и получают региональные блоки. В Новгородской области модернизация радиосети ВГТРК завершена в 2020 году. Сеть включает девять передатчиков. Возможность слушать государственные радиопрограммы в FM-диапазоне получили более 89,6 % жителей области.
15 апреля 2019 г. аналоговое вещание обязательных общедоступных телерадиоканалов было отключено. Новгородская область полностью перешла на цифровое телевидение.
21.06.2019 г. ввели в эксплуатацию наземную станцию спутниковой связи в Великом Новгороде. Это обеспечило подъём сигнала «Россия 1» с региональными врезками ГТРК «Славия» в Великом Новгороде. Ранее сигнал осуществлялся по ВОЛС в Петрозаводске, где и происходил подъём.
29 ноября 2019 года РТРС начал цифровую трансляцию программ телеканала «Новгородское областное телевидение» в сетке телеканала ОТР.
17.07.2019 г. — радиостанция «Европа+» в г. Боровичи.
26.07.2019 г. — радиостанция «Европа+» в г. Пестово.
04.09.2020 г. — начало трансляции радиостанции «Радио России» в г. Валдай.
22.09.2020 г. — начало трансляции радиостанции «Радио России» в д. Мелехово
24.09.2020 г. — начало трансляции радиостанции «Радио России» в д. Мокрый Остров
02.12.2020 г. — начало трансляции радиостанции «Радио России» в г. Боровичи
25.12.2020 г. — начало трансляции радиостанции «Радио России» пос. Пролетарий
03.02.2022 г. начало трансляции «Радио 53» в г. Боровичи, 17.08.2023 г. в г. Валдай 99,6 МГц, 15.08.2023 г. в г. Старая Русса на частоте 98,6 МГц.
29 ноября 2019 года РТРС начал цифровую трансляцию программ телеканала «Новгородское областное телевидение» в сетке телеканала ОТР.
27 августа 2022 года РТРС оснастил телебашню в Великом Новгороде современной архитектурно-художественной подсветкой. 7760 светодиодных пиксельных светильников и 44 прожектора превратили сооружение связи в новую достопримечательность и символ Великого Новгорода.

## Организация вещания
РТРС транслирует в Новгородской области:
- 20 телеканалов и 3 радиоканала в цифровом формате[31][32][33];
- 2 телеканала и 15 радиоканалов аналоговом формате[34][35][36].

Инфраструктура эфирного телерадиовещания новгородского филиала РТРС включает:
- областной радиотелецентр;
- 4 производственных подразделения;
- центр формирования мультиплексов[37][38][39];
- 35 передающих станций;
- 39 АМС;
- 121 приёмную земную спутниковую станцию;
- 35 приёмо-передающих земных спутниковых станций;
- 1 передающую земную спутниковую станцию.

## Социальная ответственность

### Коллективный договор
19 марта 2020 года в РТРС заключен коллективный договор на 2020—2023 годы. В новом коллективном договоре сохранены действующие социальные льготы и гарантии для работников, в том числе более 30 социальных льгот сверх предусмотренных Трудовым кодексом РФ.

### Образование
Новгородский филиал РТРС сотрудничает с учебными заведениями области. Студенты и школьники посещают телецентр с экскурсиями. Учащиеся высших учебных заведений проходят практику в подразделениях радиотелецентра, учатся обращаться с современной телерадиовещательной техникой, знакомятся с технологиями цифрового вещания.

## Награды
Новгородский филиал РТРС неоднократно занимал первое место среди организаций региона в номинации «Лучшая организация в области охраны труда среди организаций непроизводственной сферы».